# Campionati europei di corsa in montagna 1995
I I Campionati europei di corsa in montagna si sono disputati a Valleraugue, in Francia, il 15 luglio 1995 con il nome di European Mountain Running Trophy 1995. Il titolo maschile è stato vinto da Helmut Schmuck, quello femminile da Eroica Spiess. A partire dal 1995 gli europei di corsa in montagna diventarono infatti una competizione riconosciuta ufficialmente dall'European Athletic Association (EAA).

## Uomini Seniores
Individuale
| Pos.    | Atleta           | Nazione  | Tempo    |
| ------- | ---------------- | -------- | -------- |
| Oro     | Helmut Schmuck   | Austria  | 56'53"   |
| Argento | Antonio Molinari | Italia   | 57'25"   |
| Bronzo  | Davide Milesi    | Italia   | 58'00"   |
| 4       | Lucio Fregona    | Italia   | 58'39"   |
| 5       | Aziz Nih         | Francia  | 58'53"   |
| 6       | Galdino Pilot    | Italia   | 59'08"   |
| 7       | Martin Sambale   | Germania | 59'33"   |
| 8       | Toni Walker      | Svizzera | 59'40"   |
| 9       | Jean-Paul Payet  | Francia  | 59'52"   |
| 10      | Martin Sigrist   | Svizzera | 1h00'00" |

Squadre
| Pos.    | Squadra  | Punti |
| ------- | -------- | ----- |
| Oro     | Italia   | 9     |
| Argento | Francia  | 26    |
| Bronzo  | Germania | 31    |

## Donne Seniores
Individuale
| Pos.    | Atleta              | Nazione  | Tempo    |
| ------- | ------------------- | -------- | -------- |
| Oro     | Eroica Spiess       | Svizzera | 1h05'17" |
| Argento | Cristina Moretti    | Svizzera | 1h05'20" |
| Bronzo  | Carolina Reiber     | Svizzera | 1h07'32" |
| 4       | Johanna Baumgartner | Germania | 1h07'50" |
| 5       | Evelyne Mura H.     | Francia  | 1h08'47" |
| 6       | Nives Curti         | Italia   | 1h09'34" |
| 7       | Stephanie Manel     | Francia  | 1h10'30" |
| 8       | Valeria Colpo       | Italia   | 1h10'48" |
| 9       | Odile Leveque       | Francia  | 1h10'55" |
| 10      | Elsbeth Heinzle     | Austria  | 1h11'09" |

Squadre
| Pos.    | Squadra  | Punti |
| ------- | -------- | ----- |
| Oro     | Svizzera | 3     |
| Argento | Francia  | 12    |
| Bronzo  | Italia   | 14    |

## Medagliere
| Posizione | Paese    | Oro | Argento | Bronzo | Totale |
| --------- | -------- | --- | ------- | ------ | ------ |
| 1         | Svizzera | 2   | 1       | 1      | 4      |
| 2         | Italia   | 1   | 1       | 2      | 4      |
| 3         | Austria  | 1   | 0       | 0      | 1      |
| 4         | Francia  | 0   | 2       | 0      | 2      |
| 5         | Germania | 0   | 0       | 1      | 1      |